# Хартфордская семинария
Хартфордская семинария (англ. Hartford Seminary) — теологический колледж в Хартфорде, в штате Коннектикут, США.
Семинария входит в Ассоциацию теологических школ США и Канады.

## История
Истоки семинарии восходят к 1833 году, когда образовался пастырский союз штата Коннектикут, через год союз организовал школу для подготовки священников в городе East Windsor Hill. В 1865 году богословская школа переехала в столицу штата — Хартфорд. В 1913 году богословская школа, объединив ещё две религиозные школы Хартфорда в единую корпорацию и стала называться Хартфордской семинарией.
В 1990 году Хартфордская семинария официально заявила о своём внеконфессиональном статусе, став первым поликонфессиональным духовным высшим учебным заведением в Северной Америки. С 2021 года семинария работает под названием Hartford International University for Religion and Peace.

## Здание
Здание семинарии построено по проекту всемирно известного архитектора Ричарда Мейера в 1981 году.

## Известные преподаватели
- Шихаб, Алви Абдуррахман — индонезийский политический деятель, религиовед
- Аммар Накшавани — британо-иракский шиитский учёный.